# ОТТ
Over-the-top (ОТТ) је стриминг услуга намењена директно гледаоцима путем интернета. ОТТ заобилазнице су платформе кабловске, земаљске и сателитске телевизије, компаније које традиционално делују као контролор или дистрибутер таквог садржаја. Такође је коришћен за описивање мобилног уређаја без носача, где се сва комуникација наплаћује као подаци, избегавајући монополистичку конкуренцију или апликације за телефоне који на овај начин преносе податке, укључујући и оне који замењују друге начине позива и оне који ажурирају софтвер.